# Косме, Уилберто
Уилберто Косме Москера (англ. Wilberto Cosme Mosquera; род. 22 июля 1984 года, Падилья, Колумбия) — колумбийский футболист, нападающий клуба «Депортиво Пасто».

## Клубная карьера
Косме начал карьеру в клубе «Богота». В составе клуба он забил 75 голов в колумбийской Примере B и является лучшим бомбардиром в истории клуба. В 2006 году Уилберто на правах аренды перешёл в «Реал Картахена», в составе которого он дебютировал в Кубке Мустанга. В 2010 году Косме был отдан в аренду в «Атлетико Уила», а в 2010 году в «Америку» из Кали. 28 февраля в матче против «Энвигадо» он дебютировал за новый клуб.
В 2011 году Уилберто ушел в аренду в «Ла Экидад». 17 февраля в матче против «Депортиво Перейра» он дебютировал за новую команду. 9 июня в поединке против «Мильонариос» Косме сделал «дубль», забив свои первые голы за «Ла Экидад».
В начале 2012 года на правах аренды Уилберто присоединился к «Мильонариос». 11 марта в матче против «Депортиво Кали» он дебютировал за новую команду. 19 марта в поединке против «Рионегро Агилас» Косме забил свой первый гол за «Мильонариос». В том же году он помог клубу выиграть чемпионат. В матчах Южноамериканского кубка против перуанского «Аякучо», парагвайского «Гуарани» и бразильского «Гремио» Уилберто забил 4 гола. В начале 2013 года Косме на правах аренды перешёл в мексиканский «Керетаро». 6 января в матче против «Леона» он дебютировал в мексиканской Примере. 3 марта в поединке против «Монтеррея» Уилберто забил свой первый гол за «Керетаро».
В начале 2014 года контракт Косме с «Боготой» закончился и он подписал соглашение с «Чьяпас». 13 января в матче против «Гвадалахары» он дебютировал за новую команду. 30 марта в поединке против «Монаркас Морелия» Уилберто забил свой первый гол за «Чьяпас». Летом того же года Косме на правах аренды перешёл в «Пуэблу». 19 июля в матче против «Тихуаны» он дебютировал за новую команду. 31 августа в поединке против «Монаркас Морелия» Уилберто сделал «дубль», забив свои первые голы за «Пуэблу». В том же году он помог команде завоевать Кубок Мексики.
В начале 2016 году Косме покинул Мексику и присоединился к перуанскому «Реал Гарсиласо». 15 февраля в матче против «Универсидад Сан-Мартин» он дебютировал в перуанской Примере. В этом же поединке Уилберто забил свой первый гол за «Реал Гарсиласо». 11 августа в матче Южноамериканского кубка против эквадорского «Аукаса» он забил гол. В начале 2017 года Косме вернулся на родину, став игроком «Депортиво Пасто». 4 февраля в матче против «Кортулуа» он дебютировал за новую команду. 22 февраля в поединке против «Патриотас» Уилберто забил свой первый гол за «Депортиво Пасто».

## Достижения
Командные
 «Мильонариос»
- Чемпионат Колумбии по футболу — Финалисасьон 2012

 «Пуэбла»
- Обладатель Кубка Мексики — 2015